# Religion (Lied)
Religion ist ein  1993 veröffentlichtes Lied der EBM-Band Front 242. Die Band nutzte den Klang von E-Gitarren und orientierte sich so am keimenden Industrial Rock. Das Stück gelang in die Rotation des Musikfernsehens und avancierte zu einem Clubhit.

## Hintergrund und Veröffentlichungen
Religion erschien mit einem in Rotation des Musikfernsehens versehenem Musikvideo als Leadsingle des sechsten Albums von Front 242 06:21:03:11 Up Evil. Die für EBM-Hits wie Masterhit, Headhunter und No Shuffle populäre Band war im Entstehen des Album-Doppels aus 06:21:03:11 Up Evil und 05:22:09:12 Off darum bemüht die bekannten und erfolgreichen Muster der Band zu brechen und neue Wege zu beschreiten.

„Wir hatten es satt, immer nach der gleichen Formel zu spielen, wir wollten wirklich andere Richtungen einschlagen. Der einzige Weg, das zu tun, ist, sich selbst herauszufordern. Andy Wallace war wahrscheinlich das größte Risiko, das wir eingehen konnten; er steht nicht wirklich auf elektronische Musik.“

Als weiten Einfluss beschrieben die Musiker die Ideen des aufkeimenden Industrial Rock und sahen ihren Schritt als Reaktion auf die von Bands wie Ministry und Nine Inch Nails bekannt gemachte Verbindung aus Rockmusik und Industrial Dance beziehungsweise EBM.
Die Single erschien am 19. April 1993 in drei Varianten: in der im Katalog CDR genannte Variante mit zwei Remixen der Band The Prodigy und zwei von The Orb angefertigte des Stücks Crapage, die im Katalog nur CD genannte Version mit einem Single-Mix von Andy Wallace und drei Remixen von JG Thirlwell sowie in der als CDX bezeichneten Variante mit allen acht Stücken. Die Band nahm das Stück regelmäßig in ihr Liverepertoire auf und in die Titelliste ihrer Best-of-Kompilation Moments 1.

## Musik und Text
Religion wurde im 4/4-Takt und im Grundton Cis-Dur/Des-Dur geschrieben. Das Stück gilt als enorm energiegeladen und tanzbar. Front 242 führten erstmals den Klang einer Rockgitarre in ihre Musik ein. Der Klang wurde, anders als bei zeitnah ähnlich agierenden Interpreten die einen Gitarristen hinzuzogen oder Gitarrenriffs sampelten, mittels analoger Synthesizer simuliert. Diesen Effekt mengten sie in den für die Band typischen Aufbau treibender Rhythmen und elektronischer Klänge. Der als besonders „verzerrt und dicht“ beschriebene Aufbau des Stücks nutzt vermehrt Rückkoppelungen. Ein „wuchtiger Beat“ gibt ein zügiges Tempo von 140 BpM vor.
Die Strophen setzen sich mit der religiösen Indoktrination von Grundlagen moralischen Denkens auseinander. Aus einer Ich-Perspektive wird der Dualismus aus Richtig und Falsch als Anerzogen und Aufgezwungen bezeichnet. Die Sünde des Individuums werde von einem angesprochenen Gegenüber gesehen, das Erkennen des Bösen im Selbst hingegen erwartet. In der dritten Strophe wird indes verdeutlicht, dass hier Menschen mit Macht-Bestrebungen als Antagonist und Ursache jener eigenen Wut, die nach Zerstörung verlangt, wahrgenommen werden.

„Brains wants to rule the heart

Heart wants to tie the hands

Unseat the assassin in me

So you cry, not to give it away

So you lie …“

In der letzten Strophe wird den Versuchen mit den Worten „You see, it moves into me“ Erfolg bescheinigt. Im Refrain wird hingegen wiederholt wütend dem Gegenüber die verzerrte Aufforderung sich verbrennen zu lassen ‚Let me burn you down!‘ entgegen gebrüllt.

## Titellisten
Folgend sind die unterschiedlichen Front-242-Single-Varianten dargestellt.
CD-Version
1. Religion (7" Mix By Andy Wallace) 3:33
2. Religion (Pussy Whipped Mix By J.G. Thirlwell) 6:06
3. Religion (Lovelace A Go-Go Mix By J.G. Thirlwell) 5:24
4. Religion (Bitch Slapper Mix By J.G. Thirlwell) 3:40

CDR-Version
1. Religion (The Prodigy Bass Under Siege Mix) 4:44
2. Religion (The Prodigy Trance U Down Mix) 4:55
3. Crapage (Never Hurry A Murray Mix By The Orb) 5:30
4. Crapage (The Turd Mix By The Orb) 5:55

CDX-Version
1. Religion (7" Mix By Andy Wallace) 3:33
2. Religion (Pussy Whipped Mix By J.G. Thirlwell) 6:06
3. Religion (The Prodigy Bass Under Siege Mix) 4:44
4. Religion (Bitch Slapper Mix By J.G. Thirlwell) 3:40
5. Religion (The Prodigy Trance U Down Mix) 4:55
6. Crapage (Never Hurry A Murray Mix By The Orb) 5:30
7. Crapage (The Turd Mix By The Orb) 5:55
8. Religion (Lovelace A Go-Go Mix By J.G. Thirlwell) 5:24

## Rezeption
Die Single wurde in Großbritannien zum größten Erfolg der Band. Religion stand für eine Woche auf Platz 46 der britischen Charts. Rückblickend gilt das Stück als „dauerhafte Hymne des Albums“.
Bill Leeds von der Band Front Line Assembly, die sich ein Jahr später ebenfalls dem Industrial Rock zuwandte, äußerte Unverständnis für die Form des Entwicklungsschritts der Band und kritisierte das Album und die von Front 242 im Stück Religion genutzten Soundeffekte des analogen Synthesizer die einen Gitarrenklang nachahmen als „seltsam klingende Grunge-Gitarren“.